# Teodora z Chazarii
Teodora z Chazarii – cesarzowa bizantyńska. 

## Życiorys
Była córką chagana Chazarów. W 702 roku przyjęła chrzest oraz imię Teodora i poślubiła Justyniana II Rhinotmetosa, który przebywał w Chazarii na wygnaniu. Ostrzegła swojego męża, iż jej ojciec ma zamiar wydać go cesarzowi bizantyńskiemu. Po odzyskaniu w 705 roku tronu przez jej męża została cesarzową. Urodziła syna Tyberiusza. Jej losy po upadku męża (711) nie są znane. 